# Шамамян, Лена
Лена Шамамян (араб. لينا شماميان‎ арм. Լենա Շամամյան) — сирийская певица армянского происхождения. Родилась 27 июня 1980 года в Дамаске; начала петь с раннего детства, впервые выступив перед публикой в возрасте пяти лет.

## Биография
В 2002 году Лена Шамамян окончила факультет экономики управления Дамасского Университета, параллельно изучая основы ближневосточного песнопения в консерватории г. Халеб (Алеппо).
Пробуя себя в джазе и в исполнении армянских народных песен, в 2006 году Лена Шамамян выпустила свой первый альбом Hal Asmar Ellon. Альбом содержит песни в ближневосточном стиле с элементами джаза. Лена Шамамян выпустила этот альбом в сотрудничестве с Бейзелем Раджоубом — музыкантом из г. Халеб, исполняющим партии на трубе.
В сентябре 2006 года Шамамян вместе с Раджоубом выиграли первый конкурс ориентальной (восточной) музыки, проводимый радио Монте-Карло в культурном центре "Al Hussein" в Аммане (Иордания).
Окончив отделение классического вокала в 2007 г., в мае того же года Шамамян выпустила свой следующий альбом Shamat , презентация которого прошла в Дамаске (Al Hamra Theater).
Ещё в студенческие годы Шамамян участвовала в музыкальных проектах совместно с другими исполнителями — Глория Скалки (Италия), Кармен Филарна (Италия), Миа Битс (Голландия).
Являясь лауреатом различных международных музыкальных конкурсов, Лена Шамамян выступает с концертами в различных странах.
В настоящий момент певица работает над своим следующим альбомом под названием Rasael.
Лена Шамамян была приглашена в качестве жюри на конкурс армянской народной музыки Tsovits Tsov, проводившийся среди исполнителей армянской музыки из разных стран. Финал конкурса проходил 23 ноября 2014 г. в Государственном Кремлёвском Дворце, г. Москва.
Уникальность музыкального стиля Лены Шамамян как вокалистки заключается в гармоничном смешении традиций ориентальной музыки с элементами джаза вместе с армянской народной музыкой.

## Дискография
- 2006: Hal Asmar Ellon
- 2007: Shamat

### Hal Asmar Ellon
1. Ala Mowj ElBahr
2. Lama Bada Yatathana
3. AlRouzana
4. Hal Asmar Ellon
5. Bali Ma`ak
6. Ala Mowj ElBahr (2)
7. Ya Mayla AlGhusson

### Shamat
1. Yamma La La
2. Da`ouni Ajoud
3. Sahar
4. Ya Msafra
5. Sham
6. Haowel Ya Ghannam
7. Qabl ElEsha
8. Bali Ma`ak
9. Sariri Hoveen Mernim

## Интересные факты
- На родине Лены Шамамян, в Сирии, поклонники за утончённость и красоту голоса метафорически называют певицу "Дамаскским жасмином".[3]

## Публикации
- Лена Чамамян в номинации "Талант месяца", учреждённого интернет-радио (исп.)
- Концерт Лены Чамамян под эгидой ЮНЕСКО в Бейруте (англ.)
- Lena Chamamyan live at UNESCO Theater (англ.)
- Объявление о рождественском радио-концере Лены Чамамян (англ.)